# Aura an der Saale
Aura an der Saale, Aura a.d.Saale – miejscowość i gmina w Niemczech, w kraju związkowym Bawaria, w rejencji Dolna Frankonia, w regionie Main-Rhön, w powiecie Bad Kissingen, wchodzi w skład wspólnoty administracyjnej Euerdorf. Leży około 6 km na południowy wschód od Bad Kissingen, nad rzeką Soława Frankońska.
Aura an der Saale jest najmniejszą gminą w powiecie.

## Zabytki i atrakcje
- Kościół pw. św. Laurentego (St. Laurentius)
- klasztor Aura

## Polityka
Wójtem jest Thomas Hack. Rada gminy składa się z 9 członków:
|      | CSU | DBB | Razem    |
| 2002 | 7   | 2   | 9 miejsc |